# Swifterbant
Swifterbant est un village appartenant à la commune néerlandaise de Dronten, dans la province de Flevoland. Le 1er janvier 2008, le village comptait 6 553 habitants.
Swifterbant est un nouveau village, conçu dès 1957, dans le polder du Oostelijk Flevoland ou Flevoland de l'est, asséché à partir de 1950. Les premiers habitants sont arrivés en 1962.

## Toponyme
-Bant- est un élément germanique signifiant "lien" mais aussi "zone" (on peut faire le parallèle avec le latin zona qui signifie ceinture et a donné le mot zone), qu'on retrouve dans Brabant, Teisterbant, Caribant (ou Carembault), Ostrevent (ou Ostrevant), dans le nom de nombreux villages (Bant, Braibant, etc) et des noms de famille (Stroobant).